# Carlos Sainz senior

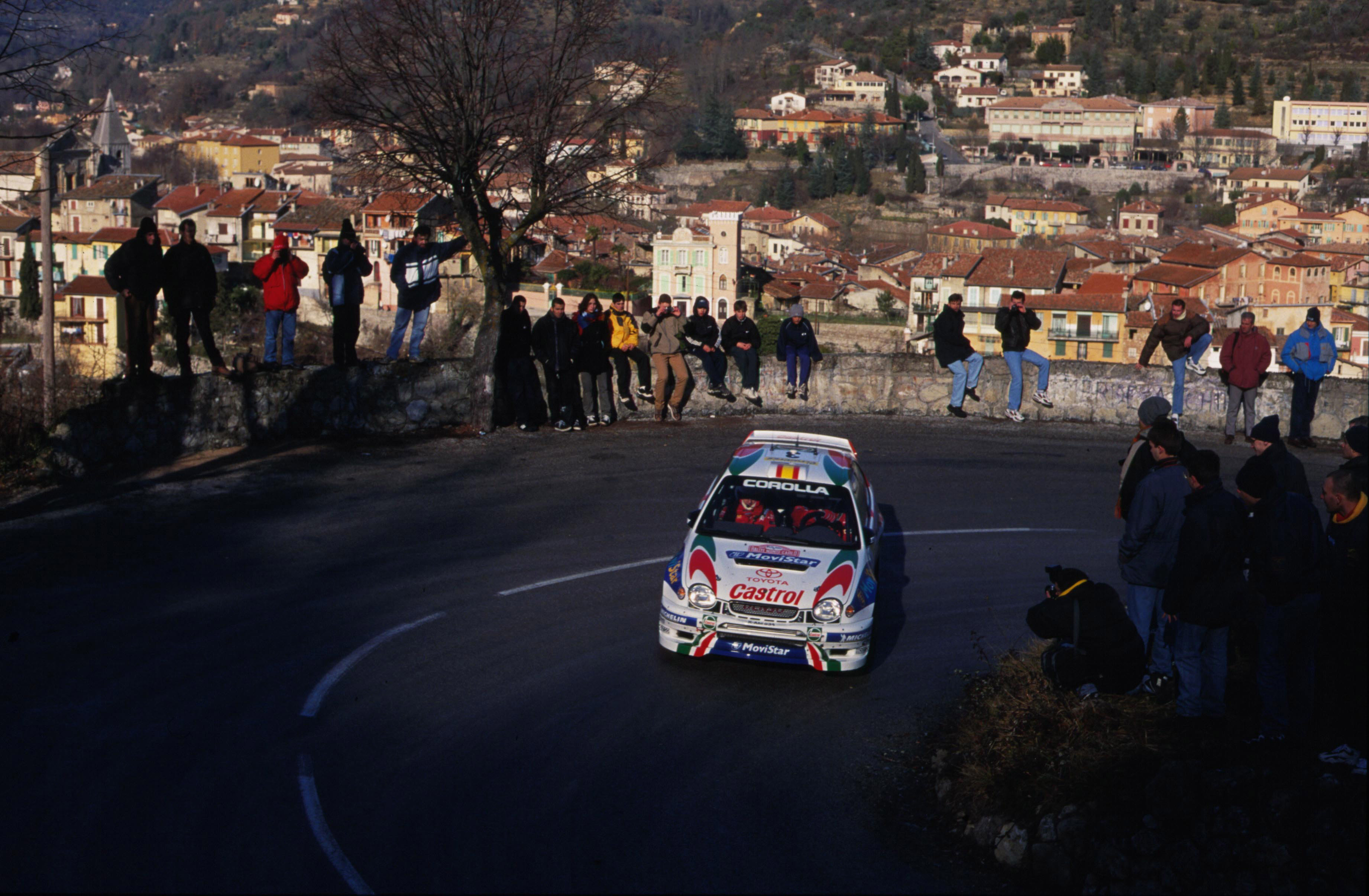
Carlos Sainz bei der Rallye Monte Carlo im Toyota, 1999

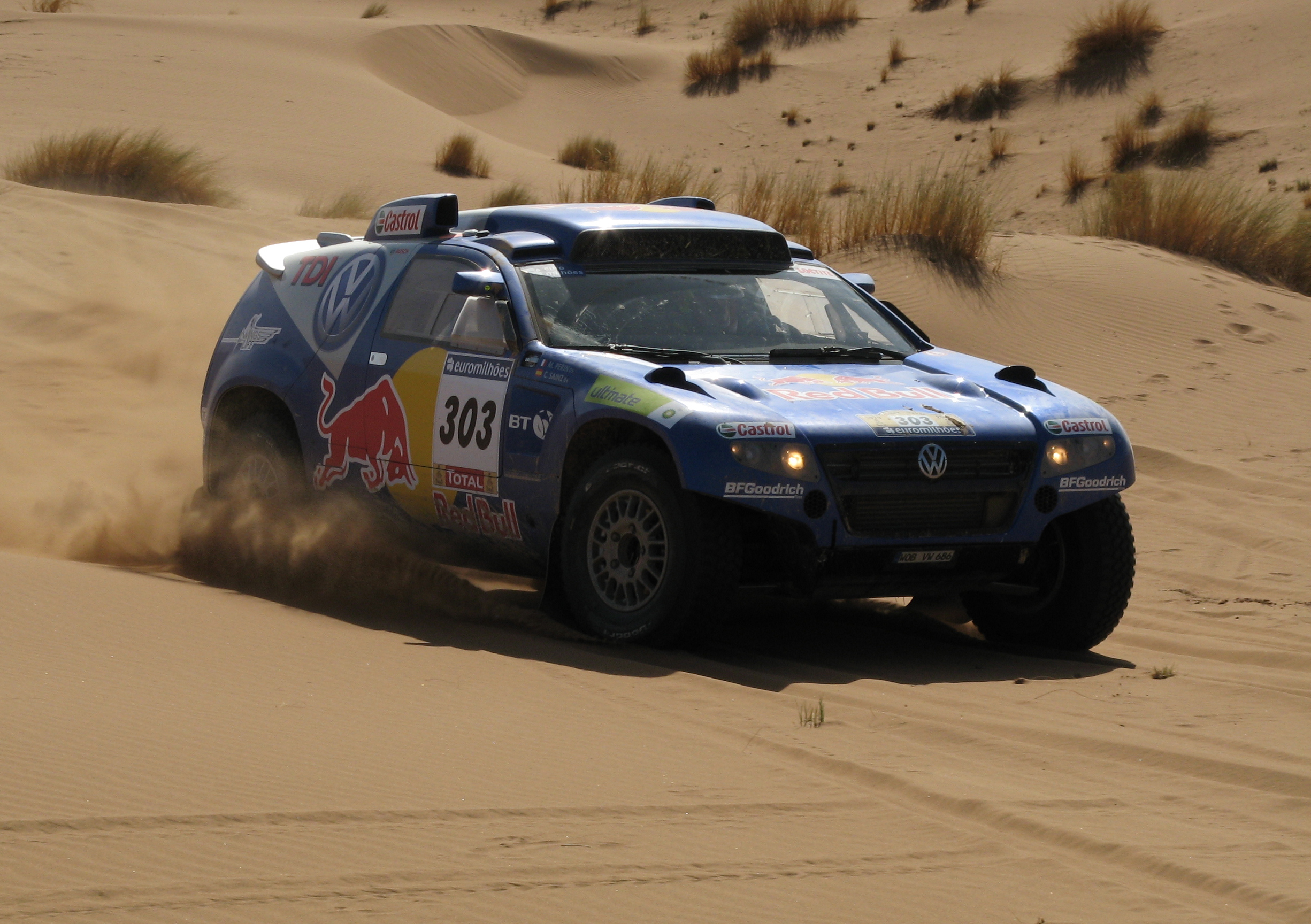
Carlos Sainz und Michel Perrin im VW Race Touareg bei der Rallye Dakar 2007

Carlos Sainz Cenamor, Spitzname „El Matador“, (* 12. April 1962 in Madrid, Spanien) ist seit 1980 Rallyefahrer und nahm von 1987 bis 2004 an der Rallye-Weltmeisterschaft teil. Er wurde zweimal, 1990 und 1992, Rallye-Weltmeister und schaffte es 97 mal aufs Podium. Seinen ersten WM-Lauf gewann er 1990 mit der Rallye Griechenland auf einem Toyota Celica GT4. Außerdem gewann er die Rallye Dakar 2010, 2018, 2020, sowie 2024.
Er ist der Vater des Formel-1-Rennfahrers Carlos Sainz jr.

## Karriere
Sainz’ Karriere begann 1987. Vor seiner Rallye-Karriere war Sainz unter anderem im Squash aktiv und wurde 1979 der erste spanische Landesmeister.
Seine knappste Niederlage erlitt Sainz beim letzten Rallye-WM-Lauf der Saison 1998 bei der Rallye Großbritannien. Dort sah er, nachdem Tommi Mäkinen ausgefallen war, vor der letzten Wertungsprüfung wie der sichere Weltmeister aus; ihm genügte ein vierter Platz. Doch 300 m vor dem Ziel schied er durch Motorschaden an seinem Toyota Corolla WRC aus. Damit ging der Titel erneut an Tommi Mäkinen. In der Saison 2003 ereilte ihn beim letzten WM-Lauf in Großbritannien wieder ein ähnliches Schicksal. In der WM-Wertung mit Sébastien Loeb punktgleich in Führung liegend, kam er bei der dritten Wertungsprüfung von der Straße ab und konnte so die Rallye nicht mehr beenden. Weltmeister wurde Petter Solberg.
Seinen letzten Sieg konnte er am 18. Juli 2004 bei der Rallye Argentinien einfahren und markierte damit mit insgesamt 26 Rallye-Siegen eine neue Bestmarke. Dieser Rekord wurde am 13. August 2006 durch Sébastien Loeb mit dessen Sieg bei der Deutschland-Rallye egalisiert.
In der Saison 2005 war Sainz dann nicht mehr offiziell bei der Rallye-Weltmeisterschaft vertreten. Trotzdem fuhr er zwei Einsätze für das Citroën-Werksteam, das seinen Stammpiloten François Duval wegen enttäuschender Leistungen für zwei Rennen suspendiert hatte.
2006 und 2007 bestritt Sainz u. a. die Rallye Dakar für das VW-Werksteam auf einem VW Race Touareg. 2007 konnte er fünf Etappensiege feiern.
2008 startete er, ebenfalls für VW, bei der VLN auf der Nordschleife.
2010 bestritt Sainz erneut die Rallye Dakar für das VW-Werksteam auf einem weiterentwickelten VW Race Touareg 2 und konnte im Dreifachtriumph des Teams den Sieg feiern. 2011 wurde er nach einem Vorderachsenschaden, das Resultat einer Kollision mit einem Felsbrocken, Dritter.
Bei der Rallye Dakar 2015 schied Sainz auf Grund eines Unfalls mit mehreren Überschlägen in der 5. Etappe aus. Fahrer und Beifahrer blieben unverletzt. Bereits in der 2. Etappe kollidierte Carlos Sainz mit dem französischen Motorradfahrer Laurent Moulin. Moulin erlitt dabei einen Beinbruch und schied aus.
Im Jahr 2018 gewann Sainz zusammen mit seinem Beifahrer Lucas Cruz die Rallye Dakar in Südamerika. Sein Fahrzeug war ein Peugeot 3008 DKR vom Team Peugeot Total. 2020 siegte erneut bei der diesmal in Saudi-Arabien ausgetragenen Rallye.
Sainz wurde 2020 mit dem Prinzessin-von-Asturien-Preis in der Kategorie Sport ausgezeichnet.
Seit 2021 nimmt er an der ersten Saison der Extreme-E-Serie teil und fährt dort zusammen mit Laia Sanz für das Team acciona | Sainz Extreme E Team.
Für die Rallye Dakar 2022 und die Rallye Dakar 2023 wurde Sainz von Audi verpflichtet und trat mit einem RS-Q-e-tron-Hybrid-Fahrzeug an. Zusammen mit Lucas Cruz wurde er 2022 Zwölfter der Autowertung und schied 2023 nach der 9. Etappe aus. Die Rallye Dakar 2024 gewann er mit Audi, was gleichzeitig den ersten Sieg für Audi bei der Rallye Dakar bedeutete.

## Erfolgsstatistik

### Titel bei Meisterschaften
| Jahr | Titel                 | Wagen                   |
| ---- | --------------------- | ----------------------- |
| 1987 | Spanischer Meister    | Ford Sierra RS Cosworth |
| 1988 | Spanischer Meister    | Ford Sierra RS Cosworth |
| 1990 | Asien-Pazifik Meister | Toyota Celica GT4       |
| 1990 | Rallye Weltmeister    | Toyota Celica GT4       |
| 1992 | Rallye Weltmeister    | Toyota Celica Turbo 4WD |
| 1997 | Race of Champions     |                         |
| 2010 | Rallye Dakar          | VW Race Touareg         |
| 2018 | Rallye Dakar          | Peugeot 3008 DKR        |
| 2020 | Rallye Dakar          | X-raid Mini             |
| 2024 | Rallye Dakar          | RS-Q-e-tron             |

### WRC-Siege
| Nr. | Saison | Rallye                | Beifahrer  | Fahrzeug                      |
| --- | ------ | --------------------- | ---------- | ----------------------------- |
| 1   | 1990   | Rallye Griechenland   | Luís Moya  | Toyota Celica GT-4 ST165      |
| 2   | 1990   | Rallye Neuseeland     | Luís Moya  | Toyota Celica GT-4 ST165      |
| 3   | 1990   | Rallye Finnland       | Luís Moya  | Toyota Celica GT-4 ST165      |
| 4   | 1990   | Rallye Großbritannien | Luís Moya  | Toyota Celica GT-4 ST165      |
| 5   | 1991   | Rallye Monte Carlo    | Luís Moya  | Toyota Celica GT-4 ST165      |
| 6   | 1991   | Rallye Portugal       | Luís Moya  | Toyota Celica GT-4 ST165      |
| 7   | 1991   | Rallye Korsika        | Luís Moya  | Toyota Celica GT-4 ST165      |
| 8   | 1991   | Rallye Neuseeland     | Luís Moya  | Toyota Celica GT-4 ST165      |
| 9   | 1991   | Rallye Argentinien    | Luís Moya  | Toyota Celica GT-4 ST165      |
| 10  | 1992   | Rallye Safari         | Luís Moya  | Toyota Celica Turbo 4WD ST185 |
| 11  | 1992   | Rallye Neuseeland     | Luís Moya  | Toyota Celica Turbo 4WD ST185 |
| 12  | 1992   | Rallye Katalonien     | Luís Moya  | Toyota Celica Turbo 4WD ST185 |
| 13  | 1992   | Rallye Großbritannien | Luís Moya  | Toyota Celica Turbo 4WD ST185 |
| 14  | 1994   | Rallye Griechenland   | Luís Moya  | Subaru Impreza 555            |
| 15  | 1995   | Rallye Monte Carlo    | Luís Moya  | Subaru Impreza 555            |
| 16  | 1995   | Rallye Portugal       | Luís Moya  | Subaru Impreza 555            |
| 17  | 1995   | Rallye Katalonien     | Luís Moya  | Subaru Impreza 555            |
| 18  | 1996   | Rallye Indonesien     | Luís Moya  | Ford Escort RS Cosworth       |
| 19  | 1997   | Rallye Griechenland   | Luís Moya  | Ford Escort WRC               |
| 20  | 1997   | Rallye Indonesien     | Luís Moya  | Ford Escort WRC               |
| 21  | 1998   | Rallye Monte Carlo    | Luís Moya  | Toyota Corolla WRC            |
| 22  | 1998   | Rallye Neuseeland     | Luís Moya  | Toyota Corolla WRC            |
| 23  | 2000   | Rallye Zypern         | Luís Moya  | Ford Focus WRC                |
| 24  | 2002   | Rallye Argentinien    | Luís Moya  | Ford Focus RS WRC             |
| 25  | 2003   | Rallye Türkei         | Marc Martí | Citroën Xsara WRC             |
| 26  | 2004   | Rallye Argentinien    | Marc Martí | Citroën Xsara WRC             |

### WM-Platzierungen
| Jahr | Platz          | Wagen                   |
| ---- | -------------- | ----------------------- |
| 1987 | nicht gewertet | Ford Sierra RS Cosworth |
| 1988 | 10.            | Ford Sierra RS Cosworth |
| 1989 | 8.             | Toyota Celica GT4       |
| 1990 | 1.             | Toyota Celica GT4       |
| 1991 | 2.             | Toyota Celica GT4       |
| 1992 | 1.             | Toyota Celica Turbo 4WD |
| 1993 | 8.             | Lancia Delta Integrale  |
| 1994 | 2.             | Subaru Impreza          |
| 1995 | 2.             | Subaru Impreza          |

| Jahr | Platz | Wagen              |
| ---- | ----- | ------------------ |
| 1996 | 3.    | Ford Escort        |
| 1997 | 3.    | Ford Escort WRC    |
| 1998 | 2.    | Toyota Corolla WRC |
| 1999 | 5.    | Toyota Corolla WRC |
| 2000 | 3.    | Ford Focus WRC     |
| 2001 | 6.    | Ford Focus WRC     |
| 2002 | 3.    | Ford Focus WRC     |
| 2003 | 3.    | Citroën Xsara WRC  |
| 2004 | 4.    | Citroën Xsara WRC  |

### Einzelresultate WRC
| Jahr | Team                    | Auto                        | 1       | 2       | 3       | 4       | 5       | 6       | 7       | 8       | 9       | 10      | 11      | 12      | 13      | 14      | 15    | 16  | Rang | Punkte |
| ---- | ----------------------- | --------------------------- | ------- | ------- | ------- | ------- | ------- | ------- | ------- | ------- | ------- | ------- | ------- | ------- | ------- | ------- | ----- | --- | ---- | ------ |
| 1987 | Marlboro Rally Team     | Ford Sierra RS Cosworth     | MON     | SWE     | POR DNF | KEN     | FRA 7   | GRC     | USA     | NZL     | ARG     | FIN     | CIV     | ITA     |         |         |       |     | 35   | 7      |
| 1987 | RAC de España           | Ford Sierra RS Cosworth     |         |         |         |         |         |         |         |         |         |         |         |         | GBR 8   |         |       |     | 35   | 7      |
| 1988 | Carlos Sainz            | Ford Sierra RS Cosworth     | MON     | SWE     | POR DNF |         |         |         |         |         |         |         |         |         |         |         |       |     | 11   | 26     |
| 1988 | Ford World Rally Team   | Ford Sierra RS Cosworth     |         |         |         | KEN     | FRA 5   | GRC     | USA     | NZL     | ARG     | FIN 6   | CIV     | ITA 5   | GBR 7   |         |       |     | 11   | 26     |
| 1989 | Toyota Team Europe      | Toyota Celica GT-Four ST165 | SWE     | MON DNF | POR DNF | KEN     | FRA DNF | GRC DNF | NZL     | ARG     | FIN 3   | AUS     | ITA 3   | CIV     | GBR 2   |         |       |     | 8    | 39     |
| 1990 | Toyota Team Europe      | Toyota Celica GT-Four ST165 | MON 2   | POR DNF | KEN 4   | FRA 2   | GRC 1   | NZL 1   | ARG 2   | FIN 1   | AUS 2   | ITA 3   | CIV     | GBR 1   |         |         |       |     | 1    | 140    |
| 1991 | Toyota Team Europe      | Toyota Celica GT-Four ST165 | MON 1   | SWE     | POR 1   | KEN DNF | FRA 1   | GRC 2   | NZL 1   | ARG 1   | FIN 4   | AUS DNF | ITA 6   | CIV     | ESP DNF | GBR 3   |       |     | 2    | 143    |
| 1992 | Toyota Team Europe      | Toyota Celica Turbo 4WD     | MON 2   | SWE     | POR 3   | KEN 1   | FRA 4   | GRC DNF | NZL 1   | ARG 2   | FIN     | AUS 3   | ITA     | CIV     | ESP 1   | GBR 1   |       |     | 1    | 144    |
| 1993 | Jolly Club              | Lancia Delta HF Integrale   | MON 14  | SWE     | POR DNF | KEN     | FRA 4   | GRC 2   | ARG DNF | NZL 4   | FIN     | AUS DNF | ITA DSQ | ESP DNF | GBR     |         |       |     | 8    | 35     |
| 1994 | Subaru World Rally Team | Subaru Impreza 555          | MON 3   | POR 4   | KEN     | FRA 2   | GRC 1   | ARG 2   | NZL DNF | FIN 3   | ITA 2   | GBR DNF |         |         |         |         |       |     | 2    | 99     |
| 1995 | Subaru World Rally Team | Subaru Impreza 555          | MON 1   | SWE DNF | POR 1   | FRA 4   | NZL     | AUS DNF | ESP 1   | GBR 2   |         |         |         |         |         |         |       |     | 2    | 85     |
| 1996 | Ford World Rally Team   | Ford Escort RS Cosworth     | SWE 2   | KEN DNF | IDN 1   | GRC 3   | ARG 2   | FIN DNF | AUS 3   | ITA 2   | ESP DNF |         |         |         |         |         |       |     | 3    | 89     |
| 1997 | Ford World Rally Team   | Ford Escort WRC             | MON 2   | SWE 2   | KEN DNF | POR DNF | ESP 10  | FRA 2   | ARG DNF | GRC 1   | NZL 2   | FIN DNF | IDN 1   | ITA 4   | AUS DNF | GBR 3   |       |     | 3    | 51     |
| 1998 | Toyota Castrol Team     | Toyota Corolla WRC          | MON 1   | SWE 2   | KEN DNF | POR 2   | ESP 7   | FRA 8   | ARG 2   | GRC 4   | NZL 1   | FIN 2   | ITA 4   | AUS 2   | GBR DNF |         |       |     | 2    | 56     |
| 1999 | Toyota Castrol Team     | Toyota Corolla WRC          | MON DNF | SWE 2   | KEN 3   | POR 2   | ESP DNF | FRA 3   | ARG 5   | GRC 2   | NZL 6   | FIN 3   | CHN 3   | ITA DNF | AUS 2   | GBR DNF |       |     | 5    | 44     |
| 2000 | Ford World Rally Team   | Ford Focus RS WRC           | MON 2   | SWE DNF | KEN 4   | POR 3   | ESP 3   | ARG DNF | GRC 2   | NZL 3   | FIN 14  | CYP 1   | FRA 3   | ITA 5   | AUS DSQ | GBR 4   |       |     | 3    | 46     |
| 2001 | Ford World Rally Team   | Ford Focus RS WRC           | MON 2   | SWE 3   | POR 2   | ESP 5   | ARG 3   | CYP 3   | GRC DNF | KEN DNF | FIN 6   | NZL 4   | ITA 4   | FRA DNF | AUS 8   | GBR DNF |       |     | 6    | 33     |
| 2002 | Ford World Rally Team   | Ford Focus RS WRC           | MON 3   | SWE 3   | FRA 6   | ESP DNF | CYP 11  | ARG 1   | GRC 3   | KEN DNF | FIN 4   | GER 8   | ITA DNF | NZL 4   | AUS 4   | GBR 3   |       |     | 3    | 36     |
| 2003 | Citroën Total           | Citroën Xsara WRC           | MON 3   | SWE 9   | TUR 1   | NZL 12  | ARG 2   | GRC 2   | CYP 5   | GER 6   | FIN 4   | AUS 5   | ITA 4   | FRA 2   | ESP 7   | GBR DNF |       |     | 3    | 63     |
| 2004 | Citroën Total           | Citroën Xsara WRC           | MON DNF | SWE 5   | MEX 3   | NZL 6   | CYP 3   | GRC 19  | TUR 4   | ARG 1   | FIN 3   | GER 3   | JPN 5   | GBR 4   | ITA 3   | FRA 3   | ESP 3 | AUS | 4    | 73     |
| 2005 | Citroën Total           | Citroën Xsara WRC           | MON     | SWE     | MEX     | NZL     | ITA     | CYP     | TUR 4   | GRC 3   | ARG     | FIN     | GER     | GBR     | JPN     | FRA     | ESP   | AUS | 13   | 11     |